# هوشنگ ماهرویان
هوشنگ ماهرویان، نویسنده و پژوهشگر چپگرای سیاسی، تحلیلگر مسائل تاریخی، فلسفی و روشنفکری و ملی‌گرای ایرانی است. ماهرویان قبل از پیروزی انقلاب اسلامی به عنوان زندانی سیاسی، بازداشت و زندانی گردید و در سال ۱۳۵۶ در جریان موضوعات حقوق بشری انتخابات آمریکا، که به انتخاب جیمی کارتر انجامید، از زندان آزاد و به بریتانیا رفت.
ماهرویان در روزهای پس از پیروزی انقلاب، به ایران بازگشت.
او پس از علی معلم دامغانی، مدتی رئیس فرهنگستان هنر ایران بود و پس از مدت کوتاهی، این کرسی، دوباره در اختیار محمدعلی معلم دامغانی قرار گرفت.

## آثار
- فئودالیسم، شیوه تولید آسیایی یا استبداد ایرانی ما؟[۱۱]
- تبارشناسی استبداد ایرانی ما[۱۲]
- ویژگی‌های تاریخ شرق[۱۳]
- نگاهی به تاریخ با الگوی تحولی[۱۴]
- شیوه تولید آسیایی و استبداد ایرانی[۱۵]
- فتح نامه مغان گلشیری داستان نسل من
- خوانش <ر ی ر ا>
- آیا مارکس فیلسوف هم بود؟
- گسست چیست؟
- صنعت و خرد مدرن
- چپ و جامعه مدنی
- ما و جامعه مدنی
- میزگردی دربارهٔ جامعه مدنی در ایران
- میرزا ملکم خان و جامعه مدنی
- پایان متافیزیک و شورش علیه عقل
- تبارشناسی استبداد و مدرنیته
- فریدون آدمیت، تاریخ‌نگاری خردمند و آزادی‌خواه
- مارکس پس از مارکسیسم
- رژی دبره و انقلاب کوبا
- تروتسکی و «انقلاب مداوم»
- دیکتاتوری ایده‌آل